# Floyd Little
Pour les articles homonymes, voir Little.
College Football Hall of Fame 1983
(en) Statistiques sur pro-football-reference
Floyd Douglas Little, né le 4 juillet 1942 à New Haven (Connecticut) et mort le 1er janvier 2021 à Las Vegas, est un joueur américain de football américain ayant évolué comme running back.
Il étudia à l'Université de Syracuse et joua pour l'Orange de Syracuse. Il reprit le numéro 44 laissé libre par Ernie Davis et encore avant par Jim Brown.
Il est drafté en 1967 dans la draft commune à la 6e position (premier tour) par les Broncos de Denver.
Il fut intronisé au College Football Hall of Fame en 1983. Son numéro 44 a été retiré par les Broncos.